# Ptilopachus petrosus
Ptilopachus petrosus là một loài chim trong họ Phasianidae.